# 岐阜県道410号苗木恵那線
岐阜県道410号苗木恵那線（ぎふけんどう410ごう なえぎえなせん）とは、岐阜県中津川市と岐阜県恵那市を結ぶ一般県道である。

## 概要

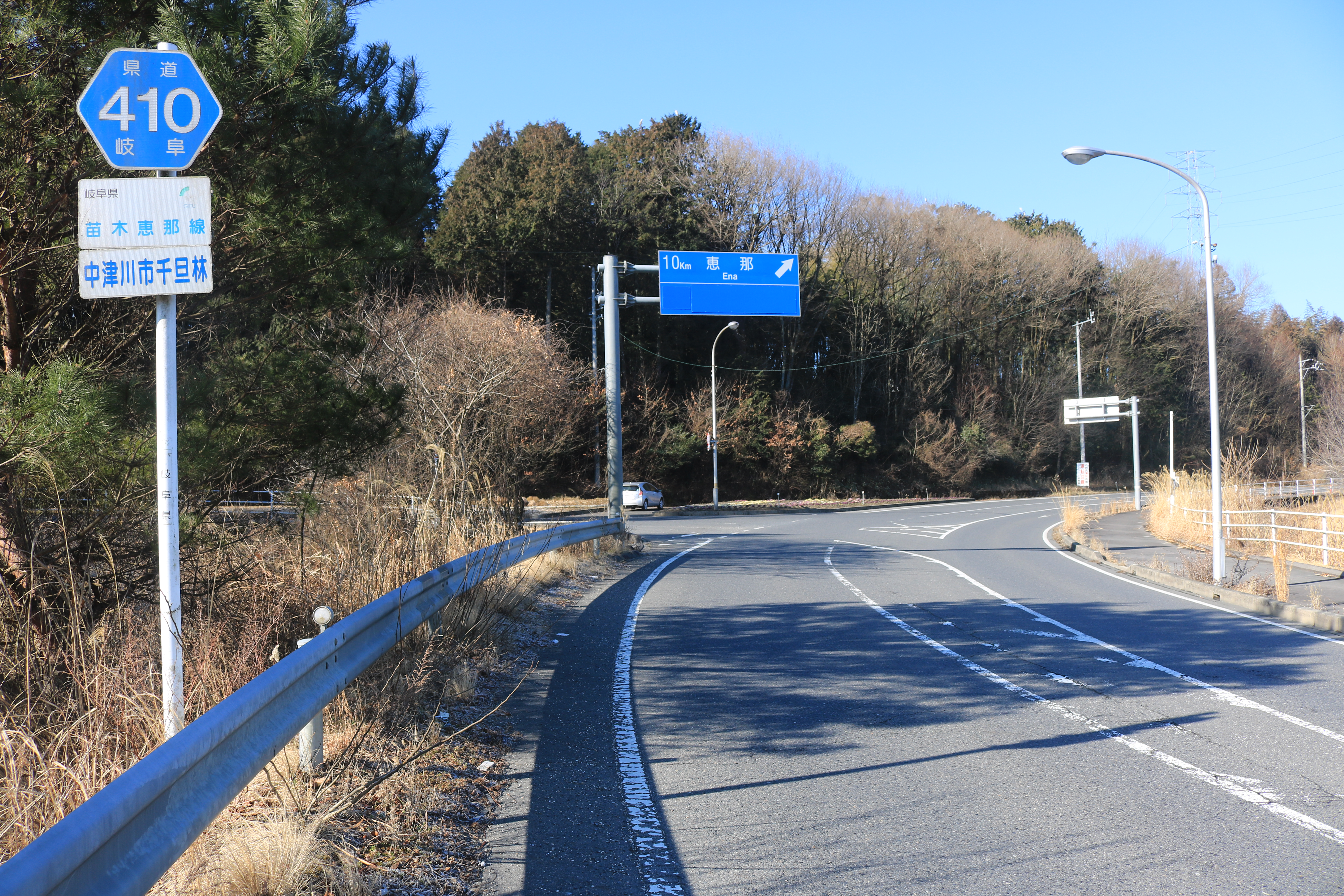
岐阜県道410号苗木恵那線、中津川市千旦林にて

国道257号下呂市方面から恵那市中心部に向かう場合によく使用される路線である。かつて有料道路であった国道257号の中津川道路（2009年（平成21年）10月10日より無料開放）の抜け道に利用するドライバーも多かったが、現在は幾分減少している。途中、丸岩峠付近は道幅が狭く、カーブも多いので、通行には十分注意が必要である。木曽川にかかる美恵橋からは、下流方向に恵那峡の風光明媚な渓谷美が見られる。JR中央本線美乃坂本駅付近からの路線の後半は旧中山道で、町並みや道標、関戸の一里塚跡、地蔵尊などかつての街道筋を思わせる風景が見られる。終点から1kmほど旧中山道を進むとJR恵那駅などがある恵那市の中心部（旧中山道大井宿にあたる）に至る。
岐阜県中津川市苗木の並松交差点（国道257号交点）が起点。起点から南に進む。美恵橋で恵那峡（木曽川）を渡る。丸岩峠を越え、美乃坂本駅すぐ西の踏切でJR中央本線と交差する。まもなく突き当たり、右折してしばらく進むと旧中山道となる。茄子川地区を過ぎ、恵那市に入る。岐阜県恵那市大井町の岐阜県道401号恵那峡公園線交点が終点。

### 路線データ
- 起点：岐阜県中津川市苗木 並松交差点（国道257号交点）
- 終点：岐阜県恵那市大井町（岐阜県道401号恵那峡公園線交点）

## 地理

### 通過する自治体
- 岐阜県
  - 中津川市
  - 恵那市

### 主な接続道路
- 国道257号（中津川市 並松交差点）
- 岐阜県道420号美乃坂本停車場線（中津川市千旦林）
- 岐阜県道401号恵那峡公園線（恵那市大井町）

### 周辺

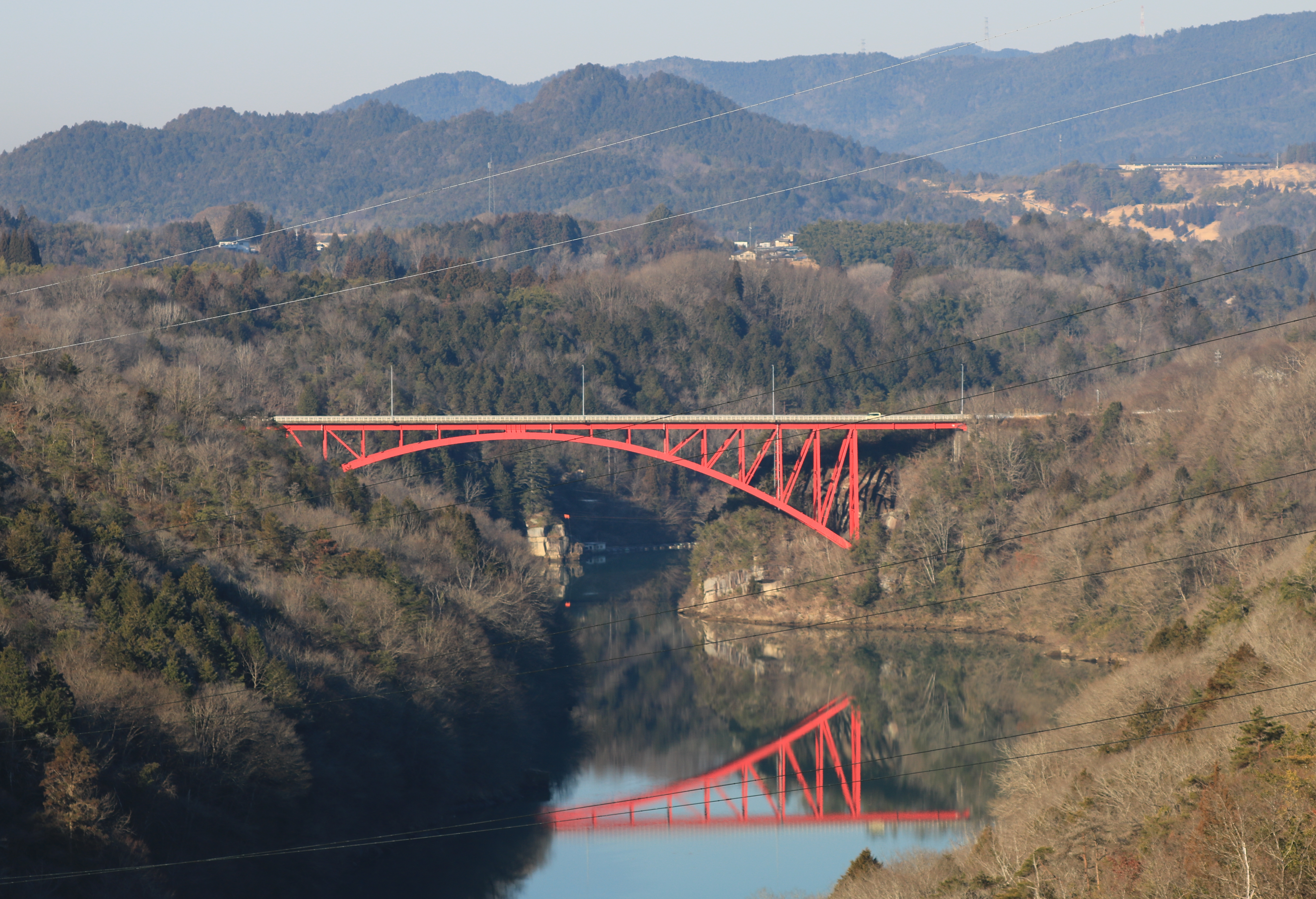
上流側の城山大橋から望む恵那峡に架かる岐阜県道410号苗木恵那線の美恵橋

- 美恵橋
- 恵那峡
- 岐阜県立中津川工業高等学校
- 美乃坂本駅（JR中央本線）
- 中津川市立坂本小学校
- 中津川市立坂本中学校
- 恵那市立大井第二小学校
- 大井宿